# Hlaingbwe
Hlaingbwe är en kommun i Myanmar.   Den ligger i regionen Karen, i den södra delen av landet, 300 km sydost om huvudstaden Naypyidaw. Antalet invånare är 284 361.